# 今夜相思雨
《今夜相思雨》，1987年臺灣電視公司八點檔連續劇，製作單位冠眾傳播，製作人林柏川，導播朱莉莉。劇情圍繞兩位旅居日本的陶藝家展開，引出兩家第一代的糾葛以及第二代的愛恨情仇。另外，本劇雖然爲言情類時裝劇，但是大量懸疑情節貫穿始終，成為一大特色。

## 演員表

### 歐陽家
| 演員   | 角色            | 暱稱/關係/職業 |
| 江 明  | 歐陽博          | 先生 歐陽百琪之父，歐陽百岳之養父 歐陽家第一代陶藝家、與田玉璞同爲對手、摯友 與周靜秋離婚後，爲免辜負歐陽百琪孝心，繼續假裝沒有識破羅宛瑤 在不知歐陽百岳身世的前提下，對其作品風格神似田玉璞而大爲惱火 因誤以爲自己的負氣離開耽誤了田玉璞病情 (實爲林悅子) 而始終心懷愧疚                     |
| 方芳芳 | 歐陽百琪        | 百琪、姊 歐陽博長女、歐陽百岳之養姊、林俊彥之妻 公司總經理，並全權處理歐陽博作品一切事宜 先後五次死裏逃生，並間接受此提示，與林俊彥共同查出歐陽百岳身世祕密及幕後黑手 |
| 林瑞陽 | 歐陽百岳 田百岳 | 百岳 田玉璞、 劉美雲(純敏)之子 歐陽博養子，歐陽百琪之養弟 林俊彥同父異母之兄 脾氣暴躁、性格衝動，卻非常愛護父親、姊姊，一次與林俊彥打架並受其維護後，與林俊彥化敵爲友，兩人感情更與日俱增 一直以來對自己作品風格神似田玉璞感到不解，直至自己身世眞相大白 喜歡羅宛瑤並與其相愛，並於第36集結婚 |
| 林以眞 | 羅宛瑤          | 宛瑤、阿瑤 性格活潑、待人眞誠 受歐陽百琪僱用，假扮周靜秋並照顧歐陽博 於第36集成爲歐陽百岳之妻 |

### 林家
| 演員   | 角色            | 暱稱/關係/職業 |
| 恬 妮  | 林悅子          | 悅子、林夫人 幕後黑手之一 田玉璞之妻、林俊彥之母，自詡爲林家代理人、欲完全控制林俊彥 十五年前與田玉璞爭執實眼看其突發腦溢血卻逕自離去，導致其生活不能自理及無法言語 視病後的田玉璞爲累贅，且認爲其有損林家聲譽，將其藏匿於瑞芳鎮一棟海邊老屋，並找來化名純敏的劉美雲照顧其生活起居 第36集，眞相大白且爲林俊彥知曉後，一病不起                      |
| 雷 鳴  | 田玉璞          | 玉璞、田伯伯 年輕時入贅林家，成爲林悅子之夫 因林悅子過於強勢而與家庭護士劉美雲相愛並發生婚外情，並有一私生子歐陽百岳 十五年前與林悅子爭執時突發腦溢血未及時送醫，導致生活不能自理及無法言語 一度遭人誤以爲已於十五年前病故，直至林俊彥意外發現其行蹤 與林俊彥再度相認後，身體狀況漸漸好轉，更能簡單言語 眞相大白後，欲殺死林悅子洩恨，卻誤傷林俊彥 |
| 劉德凱 | 林俊彥          | 俊彥、姊夫、大哥、貴人 林悅子、田玉璞之子，歐陽百琪之夫，歐陽百岳同父異母之兄 |
| 方芳芳 | 歐陽百琪        | 林俊彥之妻，詳見歐陽家。 |
| 林瑞陽 | 歐陽百岳 田百岳 | 田玉璞、劉美雲(純敏)之子，林俊彥同父異母弟。詳見歐陽家。 |

### 劉家
| 演員   | 角色          | 暱稱/關係/職業                                     |
| 張冰玉 | 劉美雲 (純敏) | 純敏、純敏阿姨 歐陽百岳生母 幕後黑手之一，最終悔改 |
| 沈孟生 | 紀雄          | 劉美雲之姪                                         |

### 周家
| 演員   | 角色   | 暱稱/關係/職業                                    |
| 吳國良 | 周大山 | 周靜秋之父、釉藥商人，強烈反對周靜秋與歐陽博離婚  |
| 張 媛  | 周母   | 周靜秋之母、家庭主婦                              |
| 林以眞 | 周靜秋 | 靜秋、靜姨 歐陽博前妻，曾爲歐陽百琪、歐陽百岳繼母 |

### 其他
| 演員   | 角色     | 暱稱/關係/職業                       |
| 張 沖  | 顧世傑   | 世傑、顧先生、顧大哥                 |
| 黃 龍  | 阿吉     | 阿吉居酒屋老闆，田玉璞年輕時戰友     |
| 彭台玲 | 千惠     | 歐陽家女傭                           |
| 王素琴 | 阿官     | 林家女傭                             |
| 李國芝 | 秀子     | 歐陽百琪秘書                         |
| 楊瑞蓀 | 遠藤     | 遠藤館長、遠藤先生 陶藝館負責人      |
| 方 龍  | 羅父     | 羅宛瑤之父                           |
| 文 英  | 羅母     | 羅宛瑤之母                           |
| 曲 弘  | 中森先生 | 中森貴美之父                         |
| 張 萍  | 中森太太 | 中森貴美之母                         |
| 苗蔚蘭 | 中森貴美 | 林俊彥相親對象                       |
| 許文全 | 小林     | 小林醫生 林悅子私人醫生              |
| 許文全 | 醫生     | 周大山親戚，曾受其請託，爲林俊彥治療 |

## 主題曲
片頭曲〈今夜相思雨〉
作詞：方惠光，作曲：張勇強，錄製：飛碟唱片，主唱：王芷蕾
片尾曲〈魂夢兩相依〉
作詞：陳禹亨，作曲：郭明，錄製：崇格企業，主唱：劉德凱
插曲
作詞：小軒，作曲：譚健常，編曲：陳志遠，主唱：王芷蕾

## 外部連結
今夜相思雨YouTube 